# ان‌بی‌ای استور
ان‌بی‌ای استور یا فروشگاه ان‌بی‌ای (به انگلیسی: NBA Store) فروشگاه‌های زنجیره‌ای رسمی لیگ حرفه‌ای بسکتبال آمریکاست که وسایل و تجهیزات بسکتبال را به فروش می‌رساند.
اولین شعبه این فروشگاه در ۱۹۹۸ تأسیس شد که با گسترش علاقه به بسکتبال در دیگر کشورها و ورود بازیکنان بین‌المللی به لیگ حرفه‌ای بسکتبال آمریکا شعبه‌های دیگری از این فروشگاه در دیگر نقاط جهان تأسیس شد. در سال ۲۰۰۷ این فروشگاه شعبه‌ای در دنیای مجازی زندگی دیگر تأسیس کرد.
هر ساله بسیاری از افراد مشهور و اسطوره‌های بسکتبال از شعبه نیویورک این فروشگاه بازدید می‌کنند و این شعبه به مکانی برای برگزاری برخی مراسم خیریه نیز تبدیل شده است.